# 蒙索公園
蒙索公園（法語：Parc Monceau）是位於法國首都巴黎第8區的一座公園，面積8.2公頃。蒙索公園內有一座圓形的洗禮堂。蒙索公園是巴黎著名的旅遊景點之一，也出現在《巴黎我愛你》等一些電影作品之中。

## 外部連結

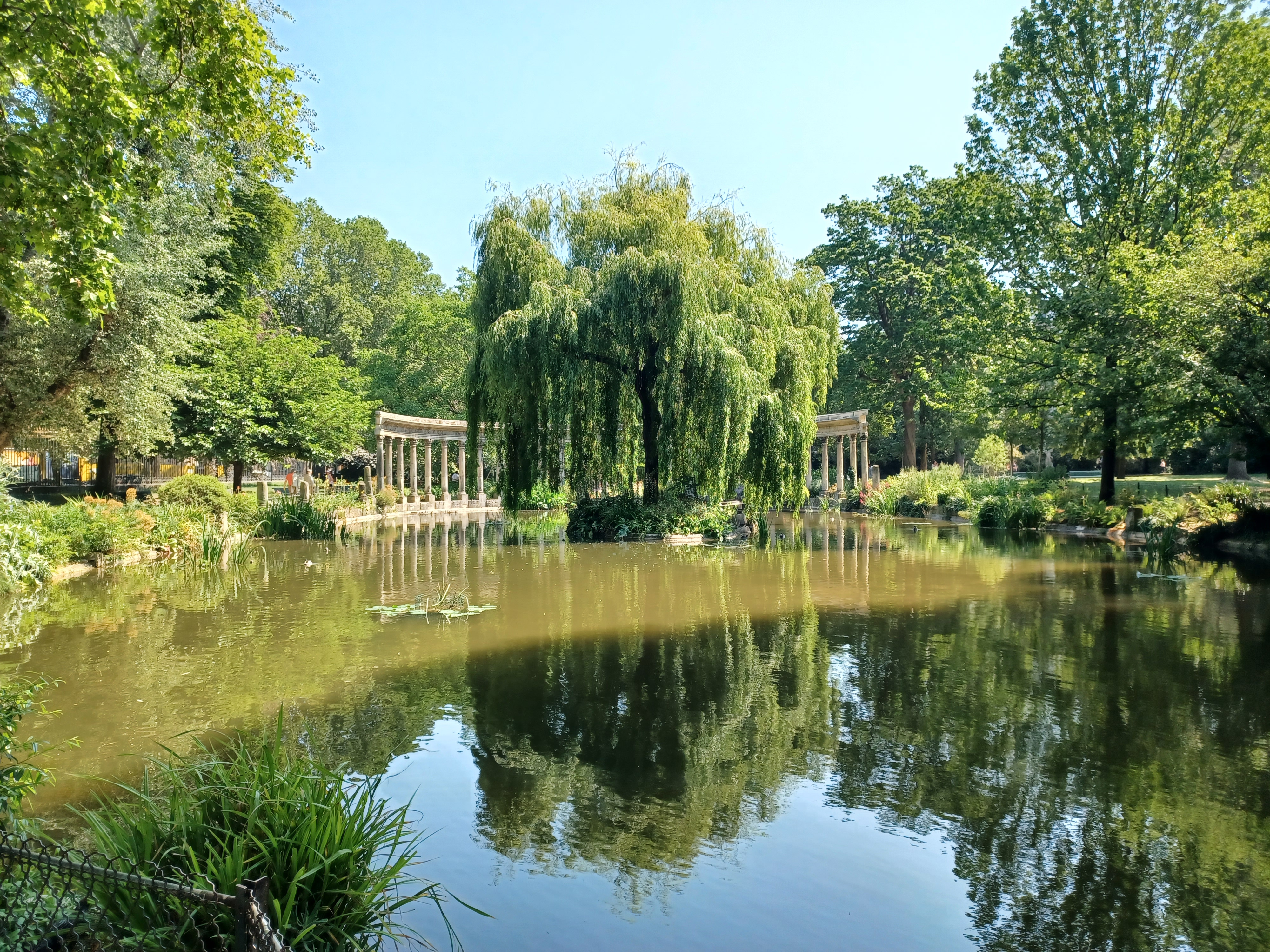
蒙索公园景观

- Parc Monceau （页面存档备份，存于） — current photographs and of the years 1900.
- Les amis de Parc Monceau - Friends of Parc Monceau （页面存档备份，存于）

48°52′46″N 2°18′33.22″E / 48.87944°N 2.3092278°E